# Drosophila malayana
Drosophila malayana este o specie de muște din genul Drosophila, familia Drosophilidae. A fost descrisă pentru prima dată de Hajimu Takada în anul 1976. Conform Catalogue of Life specia Drosophila malayana nu are subspecii cunoscute.